# فرانسيس هوروفيتز
فرانسيس هوروفيتز (بالإنجليزية: Frances Horovitz)‏ هي كاتِبة وشاعرة بريطانية، ولدت في 13 فبراير 1938 في لندن في المملكة المتحدة، وتوفيت في 2 أكتوبر 1983.

## وصلات خارجية
- فرانسيس هوروفيتز على موقع ديسكوغز (الإنجليزية)